# Близнашки, Георгий
Гео́ргий Пе́тков Близна́шки (болг. Георги Петков Близнашки; род. 4 октября 1956, Скравена, Болгария) — болгарский государственный и политический деятель, учёный, юрист, профессор конституционного права премьер-министр служебного правительства Болгарии с 6 августа по 7 ноября 2014 года.

## Биография
Родился 4 октября 1956 года в селе Скравена Софийской области. В 1982 году окончил Софийский университет по специальности юриспруденция, через 6 лет защитил докторскую диссертацию. Преподавал в Софийском, Новом болгарском и в Варненском университетах.
С 2009 года является профессором. Свободно владеет английским и русским языками.

### Политическая карьера
В начале 90-х годов XX века Близнашки входил в Высшей Совет БСП. Затем после скандала в 2013 году перешёл в Коалицию за Болгарию. Избирался депутатом болгарского и европейского парламентов.
Кандидатура Близнашки рассматривалась в 2011 году партией БСП как кандидат в президенты.
Когда в 2013 году в Болгарии начались забастовки и демонстрации против кабинета Орешарского Близнашки всячески поддерживал студентов университета, которые были на митингах. В начале 2014 года был исключён из рядов БСП.
В конце июля 2014 года премьер-министр страны Пламен Орешарски подал в отставку. На следующий день парламент утвердил отставку. До утверждения служебного правительства (6 августа) кабинет Орешарского продолжал работу. Служебное правительство Болгарии возглавил Георги Близнашки.
Первым шагом новое правительство наградило группу западных послов за поддержку в 2013 году антиправительственных протестов. В начале октября правительство приняло решение отказаться от использования российской авиационной техники.
7 ноября 2014 года Близнашки уступил пост премьер-министра вновь избранному Бойко Борисову.

## Научные работы
Георгий Близнашки ─ автор множества научных работ, профессиональных комментариев, более 70 публикаций в специализированной литературе.

### Монографии
- Парламентское управление в Болгарии, Георгий Близнашки, 1995.
- Принцип парламентского управления, Георгий Близнашки, 1997.
- Формат государства. Современные конституционные измерения, Георгий Близнашки, 1999.
- Конституционизм и демократия, Георгий Близнашки, 2009.